# Den (König)
Den (eigentl. Hor-den), auch Dewen oder Udimu genannt, ist der Horusname eines altägyptischen Königs (Pharao) der 1. Dynastie (Frühdynastische Zeit), welcher um 2930/10 v. Chr. regierte.
Den regierte etwa 42 Jahre und bescherte seinem Land inneren Frieden und Wohlstand. Unter seiner Herrschaft wurden viele Neuerungen eingeführt.

## Name und Identität

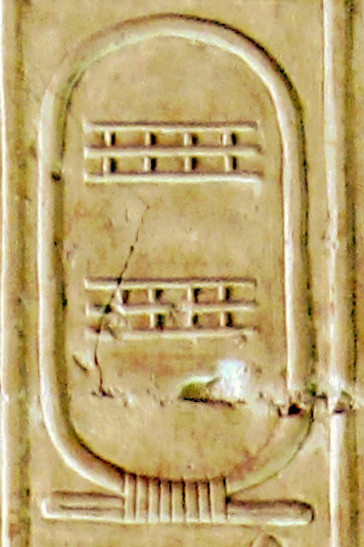
Kartuschenname Sepati in der Abydos-Liste.

Unter Den ist erstmals der Thronname belegt, wobei die Lesung von Dens Horus- und Thronnamen sich bisher als problematisch erweist. Während beispielsweise die Ägyptologen Kurt Sethe und Alan Gardiner den Horusnamen Den mit „Der Wasserbringer“ und den Thronnamen Chasti mit „Der Beduine“ übersetzen, bevorzugen andere wie Hermann A. Schlögl die Übersetzungen „Der seine Flügel ausbreitet“ (Horusname) und „Der jagende Nomade“ beziehungsweise „Der Fremdländische“ (Thronname) mit Bezug auf Dens Triumph über mehrere Wüstenvölker.
Manetho nennt Den einmal Usaphâidós und ein ander Mal Kênkenés. Der Name Usaphaidos ist schlicht eine Übersetzung des Thronnamens (Nesu-bit), den König Den ja eingeführt hatte. Der Name Kenkenes hingegen könnte die Umschreibung für Chasti sein.

## Herkunft und Familie
Die moderne Forschung sieht Den als Sohn des Wadji, allerdings ergibt sich diese These bisher nur aus dem Umstand, dass Wadji sein Vorgänger war. Seine Mutter war Königin Meritneith, die möglicherweise für kurze Zeit selbst über Ägypten geherrscht hatte und in einer eigenen Nekropole bestattet wurde. Sie wird auch auf dem Palermostein erwähnt. Verheiratet war Den mit Semat, Nachtneith und möglicherweise auch mit einer gewissen Qaneith. Letzteres ist allerdings umstritten. Als mögliche Nachkommen werden unter anderem die Thronfolger Anedjib und Semerchet vermutet. In einem ungewöhnlich großen Nebenbegräbnis nahe dem Eingang von Dens eigenem Grab fand sich die Stele einer weiteren Königin, die womöglich mit einer geheimnisvollen Batiires identisch ist. Batiires wird nur auf dem Kairostein erwähnt und dort als Mutter von Semerchet ausgewiesen. Der Name der Gemahlin aus Abydos ist jedoch durch den stark abgewetzten Zustand der Stele nur unvollständig erhalten, was die Gleichsetzung erschwert.

## Herrschaft
Den führte den Königstitel „Thronname“ (Nesut-biti) ein. Damit legitimierte er sich als „Herr über Ober- und Unterägypten“ (Nebet-taui). Parallel dazu fand sich in seinem Grab die erste Darstellung eines ägyptischen Herrschers mit Doppelkrone.
Auch ist unter Den erstmals die Jahreszählung mit Zahlen-Hieroglyphen belegt, nachdem zuvor die Regierungsjahre nur mit der Nennung des wichtigsten Ereignisses versehen waren.

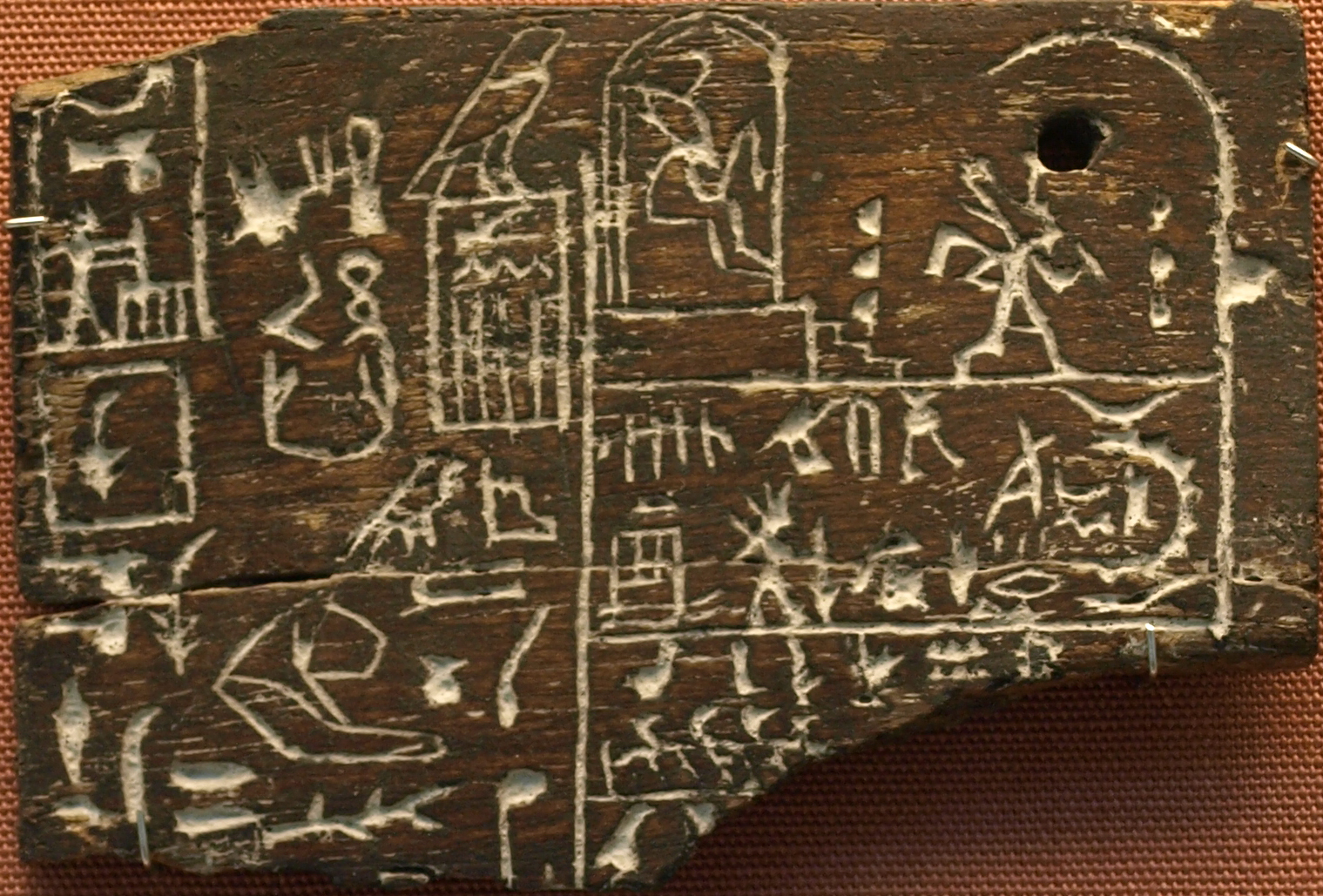
Elfenbeintäfelchen des Den; British Museum, London

In den ersten Jahren seiner Herrschaft teilte der vermutlich noch minderjährige Den die Herrschaft mit seiner Mutter Meritneith, die als Königin später in Abydos ein Grab königlichen Ausmaßes erhielt.
In Dens Herrschaft fällt ein Ereignis im 31. Regierungsjahr, das in der Vergangenheit durch Fehllesungen als „landesweite Volkszählung“ gedeutet wurde. Die genaue Übersetzung des Eintrages gestaltet sich schwierig, weshalb zwei Vorschläge in die engere Wahl gezogen wurden. Mit Sicherheit konnte jedoch eine Volkszählung ausgeschlossen werden. Des Weiteren ist auf mehreren Elfenbeinplaketten der Sieg über eine fremde Streitmacht festgehalten, die in den Inschriften als „Erste Niederschlagung des Ostens“ bezeichnet wird. Dabei werden die feindlichen „Fremden“ als Iuntiu (zu deutsch etwa „Bogenvolk“) bezeichnet. Die „Iuntiu“ waren räuberisch lebende Nomaden, die von der Sinai-Halbinsel stammten und unter anderem in einer Reliefinschrift des Königs Sechemchet (3. Dynastie) erwähnt werden. Von König Den gibt es auch zwei oder drei Reliefs im Sinai. Es sind die ersten in einer Reihe von königlichen Darstellungen und Inschriften auf dem Sinai.

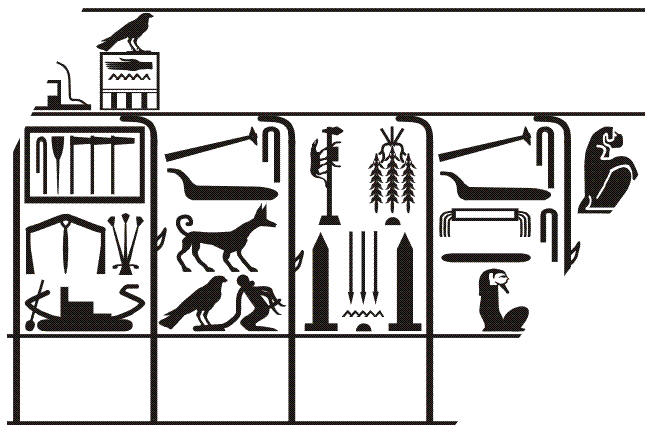
Jahr 18–22 auf der Rückseite des Kairostein-Fragments C5

Ein bekanntes Elfenbeintäfelchen, das einen solchen Triumph über Feinde aus dem Osten bildlich präsentiert, ist die sogenannte „MacGregor-Plakette“.
Mehrere Elfenbeinplaketten (größtenteils zerbrochen) berichten von einer Epidemie im Nildelta. Die Inschrift beinhaltet außerdem die Darstellung eines Schamanen mit undeutlich wiedergegebenem Gefäß vor sich. Ob die Beischrift Henu für „Versorgung“ stehen oder den Namensanfang des hohen Beamten Henuka darstellen soll, bleibt aufgrund der Beschädigung der Plaketten strittig.
Aus den Bruchstücken des Annalensteins der fünften Dynastie gehen mehrere Jahreseintragungen hervor: Oxford-Fragment (Jahre 4 bis 7), Kairo-Fragment (Jahre 18 bis 22) und auf dem Palermostein, dem zweiten größeren Fragment desselben Steins (Jahre 28 bis 41).
| Jahr         | Ereignisse |
| ------------ | --- |
| 4. Jahr      | Erstes Mal der Goldzählung |
| 5. Jahr      | Horusgeleit, zweites Mal der Zählung |
| 6. Jahr      | […,...] der Rechit |
| 7. Jahr      | Horusgeleit, drittes Mal der Zählung |
| 8.–17. Jahr  | [Keine Informationen erhalten] |
| 18. Jahr     | Besuch des Gottes Wer-Wadjet… (Rest fehlt) |
| 19. Jahr     | Zerschlagung der Setjet |
| 20. Jahr     | Geburt (Herstellung) des Mafdet-Fetisch; Errichten der Senti-Pfeiler |
| 21. Jahr     | Zerschlagung des Volkes der Tesem |
| 22. Jahr     | Besuch der Residenz Semer-Netjeru; Begehung des ersten Sedfestes |
| 23.–27. Jahr | [Keine Informationen erhalten] |
| 28. Jahr     | Besuch im Tempel des Gottes Ptah… (Rest fehlt) |
| 29. Jahr     | Zerschlagung der Iuntiu |
| 30. Jahr     | Erscheinen des Königs von Ober- und Unterägypten; Begehung des Sedfestes |
| 31. Jahr     | „Organisation? der landwirtschaftlichen Betriebe? des nordwestlichen Deltas und aller Menschen im östlichen Delta. “ oder „Planen(?) und Graben der westlichen und östlichen Kanäle (durch) das Gebiet der Rechit.“ |
| 32. Jahr     | Begehung des 2. Djet-Festes |
| 33. Jahr     | Strecken der Schnur für die Götterfestung Sitz der Götter (Isut-Netjeru) |
| 34. Jahr     | Strecken der Schnur für den Palast der Götterfestung Isut-Netjeru durch den Priester der Göttin Seschat |
| 35. Jahr     | Einweihung der Teichanlage der Götterfestung Isut-Netjeru; königliche Nilpferdjagd |
| 36. Jahr     | Aufenthalt in Herakleopolis und auf dem See des Gottes Herischef |
| 37. Jahr     | Fahrt nach Sah-setni (?), Zerstörung der Stadt Wer-Ka |
| 38. Jahr     | Geburt (Herstellung) einer Statue des Gottes Sed |
| 39. Jahr     | Erscheinen des Königs von Unterägypten, 1. Begehung des Apis-Laufs |
| 40. Jahr     | Geburt (Herstellung) einer Statue der Göttin Seschat und der Mafdet |
| 41. Jahr     | Erscheinen des Königs von Ober- und [Unterägypten]… (Rest fehlt) |

Gefäßfragmente aus Dens Grabanlage in Abydos bestätigen die Begehung des zweiten Sed-Festes.
Aus der Zeit von Dens Herrschaft sind zahlreiche hohe Beamte überliefert, insbesondere Ipka, Anchka, Hemaka, Nebitka, Amka, Inika und Kasa sind archäologisch belegt.
Aus weiteren Nebengräbern stammen die Grabstelen des Tanz- und Hofzwergs Serinpu.

## Spätere Überlieferungen
Aus ramessidischer Epoche stammt der Medizinische Papyrus P Berlin 3038, in welchem Behandlungsmethoden und Therapien beschrieben werden, von denen einige auf Den (hier „Hesepti“ genannt) zurückgehen sollen. Diese Aussagen sind jedoch als unhistorisch zu werten, da der Papyrus König Den in dieselbe Regierungszeit versetzt wie König Sened. Letzterer regierte jedoch während der 2. Dynastie.
Im 64. Kapitel des Totenbuch des Ani wird Dens Thronname ebenfalls erwähnt, hier wird er Semti genannt.

## Das Grab des Den

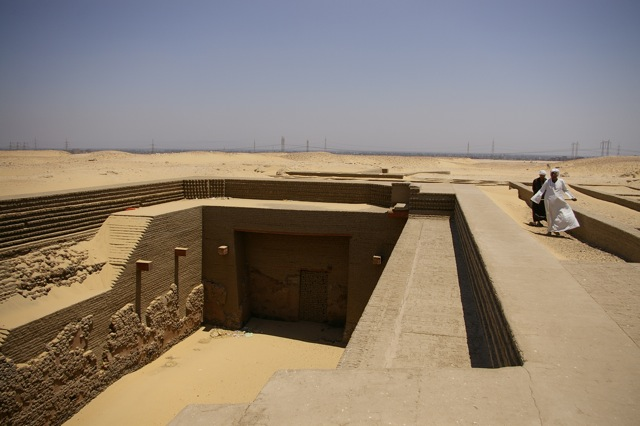
Das Grab des Den in Umm el-Qaab

Das Grab des Den befindet sich in der Nekropole Umm el-Qaab bei Abydos unter der Bezeichnung Tomb T. Das Grab ist insgesamt eine Weiterentwicklung der Königsgräber durch Einführung einer von außen hinunterführenden, 24 m langen Treppe, die sich nach oben verbreitert. Weiter unten, im Eingangsbereich, befinden sich Schlitze für den Fallstein im seitlichen Mauerwerk. Der Boden der Grabanlage ist mit rotem Assuan-Granit ausgelegt. Grab T hat keine Nebenkammern, jedoch zahlreiche Nebengräber und einen großen Talbezirk, in dem wohl der Totenkult des Herrschers stattfand.
Auch in Sakkara gibt es Gräber aus der Zeit des Den: S 3506, S. 3035 und S 3036. Mastaba Nr. 3506 in Sakkara ist eventuell das Grab des königlichen Sieglers Hemaka, ein hoher Beamter, der auch von anderen Quellen her gut bekannt ist. Der Oberbau ist im „Palastfassadenstil“ errichtet. Wie bei dem Grab von Den in Abydos führt eine Treppe zur Sargkammer.